# Bonnat
Bonnat (okcitansko Bònac) je naselje in občina v francoskem departmaju Creuse regije Limousin. Leta 2007 je naselje imelo 1.311 prebivalcev.

## Geografija
Kraj leži v pokrajini Marche 22 km severno od Guéreta.

## Uprava
Bonnat je sedež istoimenskega kantona, v katerega so poleg njegove vključene še občine Le Bourg-d'Hem, Chambon-Sainte-Croix, Champsanglard, Chéniers, La Forêt-du-Temple, Linard, Lourdoueix-Saint-Pierre, Malval, Méasnes, Mortroux, Moutier-Malcard in Nouzerolles s 5.196 prebivalci.
Kanton Bonnat je sestavni del okrožja Guéret.

## Zanimivosti
- cerkev sv. Silvana iz 13. stoletja, utrjena v 14. stoletju;